# Tipula rongtoensis
Tipula rongtoensis är en tvåvingeart som beskrevs av Alexander 1963. Tipula rongtoensis ingår i släktet Tipula och familjen storharkrankar. Inga underarter finns listade i Catalogue of Life.